# Яр Кам'яний
Яр Кам'яний — річка у Дворічанському районі Харківської області, ліва притока Осколу (басейн Сіверського Дінця).

## Опис
Довжина річки 17 км, похил річки — 3,1 м/км. Формується з декількох безіменних струмків. Площа басейну 79,6 км2.

## Розташування
Яр Кам'яний бере початок у селі Миколаївка. Тече на північний захід у межах села Лиману Другого і на південно-східній околиці села Кам'янки впадає у річку Оскіл, ліву притоку Сіверського Дінця.